# CYSLTR1
CYSLTR1 (англ. Cysteinyl leukotriene receptor 1) – білок, який кодується однойменним геном, розташованим у людей на X-хромосомі. Довжина поліпептидного ланцюга білка становить 337 амінокислот, а молекулярна маса — 38 541.
| 10         |  | 20         |  | 30         |  | 40         |  | 50         |
| ---------- |  | ---------- |  | ---------- |  | ---------- |  | ---------- |
| MDETGNLTVS |  | SATCHDTIDD |  | FRNQVYSTLY |  | SMISVVGFFG |  | NGFVLYVLIK |
| TYHKKSAFQV |  | YMINLAVADL |  | LCVCTLPLRV |  | VYYVHKGIWL |  | FGDFLCRLST |
| YALYVNLYCS |  | IFFMTAMSFF |  | RCIAIVFPVQ |  | NINLVTQKKA |  | RFVCVGIWIF |
| VILTSSPFLM |  | AKPQKDEKNN |  | TKCFEPPQDN |  | QTKNHVLVLH |  | YVSLFVGFII |
| PFVIIIVCYT |  | MIILTLLKKS |  | MKKNLSSHKK |  | AIGMIMVVTA |  | AFLVSFMPYH |
| IQRTIHLHFL |  | HNETKPCDSV |  | LRMQKSVVIT |  | LSLAASNCCF |  | DPLLYFFSGG |
| NFRKRLSTFR |  | KHSLSSVTYV |  | PRKKASLPEK |  | GEEICKV    |  |            |

A: Аланін

C: Цистеїн

D: Аспарагінова кислота

E: Глутамінова кислота

F: Фенілаланін

G: Гліцин

H: Гістидин

I: Ізолейцин

K: Лізин

L: Лейцин

M: Метіонін

N: Аспарагін

P: Пролін

Q: Глутамін

R: Аргінін

S: Серин

T: Треонін

V: Валін

W: Триптофан

Кодований геном білок за функціями належить до рецепторів, g-білокспряжених рецепторів, білків внутрішньоклітинного сигналінгу. 
Локалізований у клітинній мембрані, мембрані.